# 凉泉乡
凉泉乡，是中华人民共和国安徽省安庆市望江县下辖的一个乡镇级行政单位。

## 行政区划
凉泉乡下辖以下地区：
凉泉社区、泊湖社区、湖滨村、太华村、横山村、凤林村、团山村、韩店村、壬辰占村和河南村。